# Szaitó Manabu
Szaitó Manabu (Kavaszaki, 1990. április 4. –) japán válogatott labdarúgó.
A japán válogatott tagjaként részt vett a 2014-es világbajnokságon.

## Statisztika
| Japán válogatott | Japán válogatott | Japán válogatott |
| Időszak          | Mérk.            | gól              |
| ---------------- | ---------------- | ---------------- |
| 2013             | 3                | 1                |
| 2014             | 2                | 0                |
| Összesen         | 5                | 1                |